# 10872 Vaculík
10872 Vaculík eller 1996 TJ9 är en asteroid i huvudbältet som upptäcktes den 12 oktober 1996 av de båda tjeckiska astronomerna Miloš Tichý och Jana Tichá vid Kleť-observatoriet. Den är uppkallad efter den tjeckiske författaren Ludvík Vaculík.